# Commiphora campestris
Commiphora campestris är en tvåhjärtbladig växtart. Commiphora campestris ingår i släktet Commiphora och familjen Burseraceae.

## Underarter
Arten delas in i följande underarter:
- C. c. campestris
- C. c. glabrata
- C. c. heterophylla
- C. c. magadiensis
- C. c. shinyangensis
- C. c. wajirensis